# Òxid de mesitil
L'òxid de mesitil o isopropiliden acetona és una cetona α,β-insaturada amb la fórmula CH3C(O)CH=C(CH3)2.

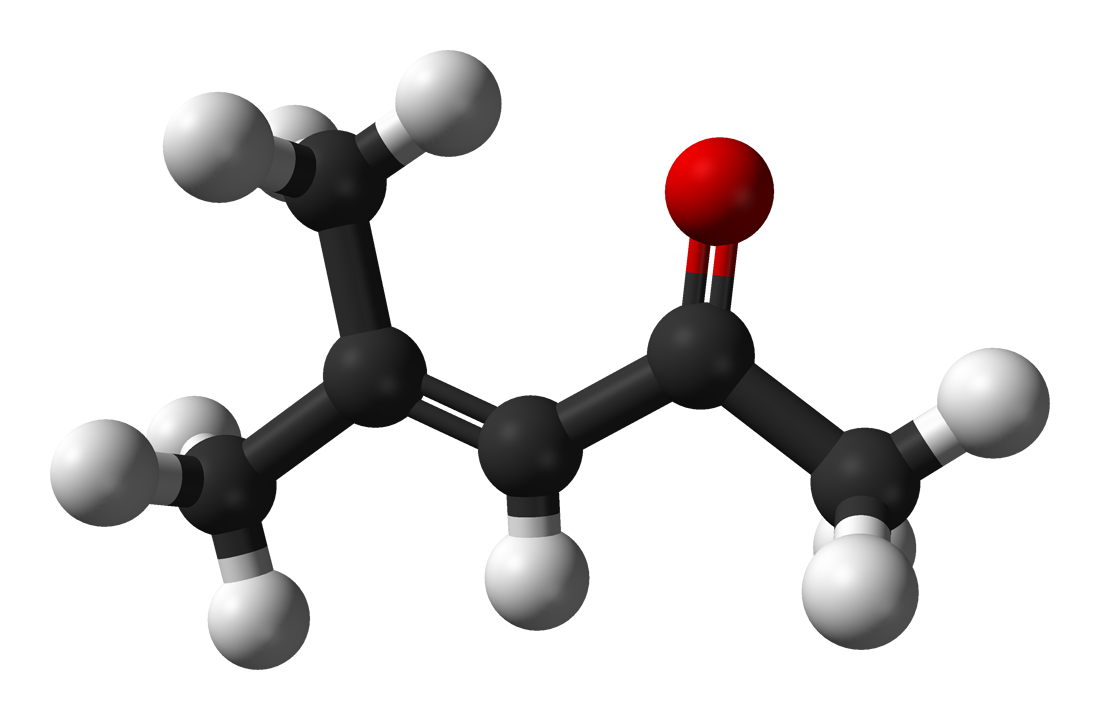
Model de barres i boles de la molècula d'òxid de mesitil

Aquest compost és un líquid incolor i volàtil amb una olor semblant a la mel.

## Síntesi
Es prepara mitjançant la condensació aldòlica de l'acetona per donar diacetona alcohol, que es deshidrata fàcilment per donar aquest compost.
La forona i la isoforona es poden formar en les mateixes condicions. La isoforona s'origina mitjançant una addició de Michael:
La forona es forma per condensació aldòlica contínua:

## Usos
L'òxid de mesitil s'utilitza com a dissolvent i en la producció de metilisobutilcetona per hidrogenació:
La hidrogenació addicional dona 4-metil-2-pentanol (metil isobutil carbinol).
També s'utilitza com a material de partida per a la síntesi de terpens i perfums, així com com a agent d'extracció d'urani i tori en la flotació del mineral.
La dimedona és un altre ús establert de l'òxid de mesitil.